# Nokia C3-01
Nokia C3-01 Touch and Type — телефон виконаний у вигляді тонкого класичного моноблока. Корпус виконаний з нержавіючої сталі, а його товщина становить 11 мм. Виробник наділив цей апарат сенсорним дисплеєм, що дозволило не оснащувати Nokia C3-01 Touch and Type джойстиком і блоком навігаційних клавіш.

## Дизайн

### Розміри
- Розмір: 111 x 47,5 x 11 мм
- Вага (з акумулятором): 100 г
- Додаткова інформація про розміри і форму: 
  - Сенсорний дисплей і клавіатура

### Клавіатура та способи введення
- Сенсорний екран 2,4"
- Повна клавіатура
- Клавіші виклику та завершення
- Окрема клавіша керування камерою
- Окремі клавіші регулювання гучності
- Бічна клавіша блокування

### Кольори
- Тепло-сірий
- Сріблястий
- Золотистий хакі
- Мідно-коричневий

### Персоналізація
- Головний екран, що налаштовується:
  - теми
  - значки
  - ярлики
  - меню
- Доступні для налаштування режими
- Мелодії виклику: mp3, AAC, eAAC, eAAC+, WMA та 64-голосна поліфонія
- Відеосигнали викликів
- Теми:
  - фонові зображення
  - заставки
  - змінні передвстановлені теми

### Дисплей та інтерфейс користувача
- Розмір екрану: 2.4"
- Роздільна здатність: 240 x 320
- До 262 000 кольорів
- Резистивний сенсорний екран

## Обладнання

### Живлення
- Літієво-іонний акумулятор BL-5CT на 1050 мА/год
- 2G
  - Тривалість роботи в режимі очікування: 405 год.
  - Тривалість роботи в режимі розмови: 5 год. 30 хв.
- 3G
  - Тривалість роботи в режимі очікування: 440 год
  - Тривалість роботи в режимі розмови: 4 год.
- Тривалість відтворення музики: до 20 годин

### Передача даних
- Подвійний режим передачі GPRS
- GPRS class B, multislot class 33, максимальна швидкість 107/ 85,7 Кбіт/с (прийом/віддача)
- EGPRS class B, multislot class 33, максимальна швидкість 296/ 236,8 Кбіт/с (прийом/віддача)
- HSDPA кат. 9 із максимальною швидкістю до 10,2 Мбіт/с
- HSUPA кат. 5 із максимальною швидкістю до 2 Мбіт/с
- Wi-Fi
  - WLAN 802.11 b,g,n

### Пам’ять
- Роз'єм для карток пам'яті micro-SD до 32 ГБ із можливістю гарячої заміни
- Вбудована пам'ять: 140 МБ

### Робочий діапазон
- Чотири діапазони EGSM 850/900/1800/1900
- WCDMA 850/900/1900/2100
- Автоматичне перемикання діапазонів
- Режим "У літаку"

### Підключення
- Роз'єм для зарядного пристрою 2,0 мм
- Стерео Bluetooth 2.1 зі збільшеною швидкістю передачі даних
- Швидкісний порт USB 2.0 (роз'єм micro-USB)
- Заряджання через USB
- Роз'єм AV 3,5 мм

### Процесор
- 1 ГГц

## Програмне забезпечення

### Платформа ПЗ та інтерфейс користувача
- Series 40 6th edition
- Оновлення вбудованого ПЗ через стільникову мережу (FOTA)
- Голосові кодеки: HR, FR, EFR
- Оновлення програмного забезпечення

### Програми
- Електронна пошта (SMTP, IMAP4, POP3), MMS, SMS, універсальний редактор
- Календар, контакти, перелік завдань, нотатки, електронна пошта
- Обмін миттєвими повідомленнями
- Соціальні мережі (Facebook, Twitter)
- Nokia Suite
- Синхронізація з Nokia
- Магазин Nokia
- Конвертер
- Конвертер розмірів
- Вебпошук
- Таймер зворотного відліку
- Секундомір
- Світовий годинник
- My Nokia
- Браузер Nokia OSS

### Персональний органайзер (PIM)
Детальна контактна інформація
- Календар
- Перелік завдань
- Нотатки
- Диктофон
- Калькулятор
- Годинник

## Зв'язок

### Електронна пошта та повідомлення
- Легкий у використанні клієнт електронної пошти: Nokia Messaging Service
- Підтримка SMTP, IMAP4, POP3, MMS, SMS. Універсальний редактор MMS/SMS.
- Обмін миттєвими повідомленнями через Nokia Messaging Service із підтримкою багатьох провайдерів сервісу чату
- Аудіоповідомлення Nokia Xpress
- Флеш-повідомлення

### Управління викликами
- Контакти: розширена база даних контактів із підтримкою кількох телефонів та електронних адрес для кожного контакту, а також мініатюр зображень
- Швидкий набір
- Журнали набраних номерів, отриманих і пропущених викликів
- Вбудований динамік гучного зв’язку
- Віджет «Найважливіші контакти»

## Обмін та Інтернет

### Браузер та Інтернет
- Навігація на вебсторінках сенсорним управлінням
- Підтримка потокової передачі відео: браузер транслюватиме через медіа плеєр
- Доступ до Facebook і Twitter
- Підтримка HTML, XHTML, WML HTML, XHTML MP, WML, CSS
- Підтримка протоколів: HTTP v1.1
- Магазин Nokia для завантаження програм

## Фото

### Камера
- 5 Мпікс камера (роздільна здатність 2592 × 1544 пікселів)
- Світлодіодний спалах
- Розширена глибина різкості (EDOF)
- 4-кратне цифрове збільшення
- Повноекранний видошукач
- Формати статичних зображень: JPEG
- Технологія приглушення шуму

### Фотозйомка
- Обертання зображення (у режимі редагування зображення або під час переходу від портретного до ландшафтного режиму)
- Автоматичний пуск: фотозйомка відбувається через 3, 5 або 10 секунд
- Налаштування балансу білого і ефекту відтінків
- Завантаження до Facebook через WLAN чи 3,5G
- Локальний обмін через Bluetooth чи USB On-The-Go

## Відео

### Відеокамера
- Зйомка відео QVGA зі швидкістю 30 кадрів/сек та VGA зі швидкістю 30 кадрів/сек
- Тривалість відеокліпу залежить від доступної пам'яті
- Формат відеофайлів: .mp4 (стандартно), .3gp (для MMS)
- Налаштування балансу білого та ефекту відтінків
- 4-кратне цифрове збільшення

### Кодеки та формати відео
- MPEG-4, H.263, H.264, 3GP
- Формат відеофайлів: .mp4 (стандартно), .3gp (для MMS)

## Музика, звук та ігри

### Музичні функції
- Медіаплеєр із підтримкою метаданих ID3 тегів і відображення обкладинки альбому
- Музичні кодеки: mp3, AAC, eAAC, eAAC+ і WMA
- Підтримка стерео Bluetooth 2.1
- Вбудований динамік
- Еквалайзер
- Розширення стерео
- Змінні теми медіа плеєра
- Підтримка DRM (цифрове управління правами): WMDRM10, OMA DRM 2.0

### Радіо
- Стерео FM-радіо (87,5-108 МГц/76-90 МГц) із підтримкою RDS
- Завантаження налаштувань радіо із каталогу станції
- Змінні теми для радіо

### Ігри
- Передвстановлені ігри: Bubble Bash, Asphalt 4 і Real Football 2011

## Комплектація

### Стандартна комплектація
- Nokia C3-01
- Акумулятор Nokia BL-5CT
- Компактний зарядний пристрій Nokia AC-8
- Стереогарнітура Nokia WH-102
- Посібник користувача